# Charašim
Charašim (hebrejsky חֲרָשִׁים, v oficiálním přepisu do angličtiny Harashim) je vesnice typu společná osada (jišuv kehilati) v Izraeli, v Severním distriktu, v Oblastní radě Misgav.

## Geografie
Leží v nadmořské výšce 822 metrů, v jižní části Horní Galileji, cca 23 kilometrů východně od břehů Středozemního moře a cca 25 kilometrů na západ od Galilejského jezera. Je situována na vrcholu strmého masivu Har Šezor, který tvoří severní hranici údolí Bejt ha-Kerem a zároveň tvoří přechod k jižním svahům masivu Har Meron. Podél východní strany Har Šezor do údolí sestupuje vádí Nachal Talil. Na sever od vesnice se rozkládá zvlněná náhorní planina s pahorky Tel Charašim a Har Pelech.
Obec se nachází cca 110 kilometrů severovýchodně od centra Tel Avivu a cca 35 kilometrů severovýchodně od centra Haify. Charašim obývají Židé, přičemž osídlení v tomto regionu je etnicky smíšené. V údolí Bejt ha-Kerem, přímo pod vesnicí, leží města Nachf, které obývají izraelští Arabové, a Sadžur, které obývají arabští Drúzové. Drúzská města Kisra-Sumej a Peki'in leží také na severní straně. Jediným větším židovským sídlem v této oblasti je Karmiel, v údolí Bejt ha-Kerem. Krajina mezi těmito městskými centry je ovšem postoupena řadou menších židovských vesnic.
Obec Charašim je na dopravní síť napojena pomocí místní komunikace, jež sem odbočuje z lokální silnice číslo 864.

### Podnebí
Charašim je charakteristické středozemní klima (Köppenova klasifikace podnebí – Csa) s teplými suchými léty a studenými deštivými zimami. Období dešťů v Charašimu probíhá obvykle mezi říjnem a květnem. Léta jsou bez deště. Sněhové srážky se během zimy obvykle vyskytují jednou či dvakrát. Mezi denními a nočními teplotami panují díky nadmořské výšce významně rozdíly a chladné noci jsou zde dokonce i v létě. Charašim je s ročním úhrnem srážek 986 mm nejvlhčím obydleným místem v Izraeli.
| Charašim – podnebí          | Charašim – podnebí | Charašim – podnebí | Charašim – podnebí | Charašim – podnebí | Charašim – podnebí | Charašim – podnebí | Charašim – podnebí | Charašim – podnebí | Charašim – podnebí | Charašim – podnebí | Charašim – podnebí | Charašim – podnebí | Charašim – podnebí |
| Období                      | leden              | únor               | březen             | duben              | květen             | červen             | červenec           | srpen              | září               | říjen              | listopad           | prosinec           | rok                |
| --------------------------- | ------------------ | ------------------ | ------------------ | ------------------ | ------------------ | ------------------ | ------------------ | ------------------ | ------------------ | ------------------ | ------------------ | ------------------ | ------------------ |
| Průměrné denní maximum [°C] | 11,3               | 12,4               | 15,7               | 20,0               | 24,6               | 27,1               | 28,9               | 29,3               | 27,7               | 24,5               | 18,5               | 13,5               | 21,1               |
| Průměrné denní minimum [°C] | 5,0                | 5,1                | 6,9                | 9,5                | 13,0               | 16,0               | 18,0               | 18,2               | 16,4               | 14,1               | 10,4               | 7,2                | 11,6               |
| Průměrné srážky [mm]        | 267                | 189                | 106                | 47                 | 17,4               | 1,7                | 0                  | 0                  | 4,7                | 33                 | 107                | 214                | 986,8              |
| Zdroj:                      |                    |                    |                    |                    |                    |                    |                    |                    |                    |                    |                    |                    |                    |

## Dějiny
Vesnice Charašim byla založena v roce 1980 v rámci programu Micpim be-Galil, který vrcholil na přelomu 70. a 80. let 20. století a v jehož rámci vznikly v Galileji desítky nových židovských vesnic s cílem posílit židovské demografické pozice v tomto regionu a nabídnout kvalitní bydlení kombinující výhody života ve vesnickém prostředí a předměstský životní styl.
Pojmenována je podle nedaleké archeologické lokality Tel Charašim (תל חָרָשִׁים), která obsahuje zbytky starověkého osídlení. Zakladateli nynější obce byla skupina sedmi rodin, které musely zpočátku zřízení vesnice v této lokalitě obhájit před soudy, protože šlo o chráněné přírodní území na jižních svazích masivu Har Meron. Osada je přímo začleněna do původního lesního porostu. Do roku 1992 náležela vesnice do Oblastní rady Ma'ale Josef, pak se připojila k Oblastní radě Misgav.
Vzhledem k vysoké nadmořské výšce má vesnice téměř každý rok výskyt sněhových srážek. Celoročně tu srážkový úhrn dosahuje 1000 milimetrů, jde o jedno z nejdeštivějších míst v Izraeli.
Ekonomika je založena na turistickém ruchu a funguje tu vinařství. V Charašim je k dispozici zařízení předškolní péče o děti. Základní škola je ve vesnici Gilon. Obec má výhledově dosáhnout kapacity 70 rodin.

## Demografie
Obyvatelstvo Charašim je sekulární. Podle údajů z roku 2014 tvořili populaci v Charašim Židé (včetně statistické kategorie "ostatní", která zahrnuje nearabské obyvatele židovského původu ale bez formální příslušnosti k židovskému náboženství).
Jde o menší sídlo vesnického typu s dlouhodobě rostoucím počtem obyvatel. K 31. prosinci 2014 zde žilo 284 lidí. Během roku 2014 populace stoupla o 2,2 %.
| Rok            | 1983 | 1995 | 2001 | 2003 | 2004 | 2005 | 2006 | 2007 | 2008 | 2009 | 2010 | 2011 | 2012 | 2013 | 2014 |
| -------------- | ---- | ---- | ---- | ---- | ---- | ---- | ---- | ---- | ---- | ---- | ---- | ---- | ---- | ---- | ---- |
| Počet obyvatel | 47   | 173  | 167  | 174  | 179  | 176  | 196  | 227  | 228  | 229  | 223  | 251  | 258  | 278  | 284  |